# Saison 2 de C'est pas moi !
 (juin 2015).
Si vous disposez d'ouvrages ou d'articles de référence ou si vous connaissez des sites web de qualité traitant du thème abordé ici, merci de compléter l'article en donnant les références utiles à sa vérifiabilité et en les liant à la section « Notes et références ».
Chronologie
Saison 1
Cet article présente les épisodes de la deuxième saison et ultime saison de la série télévisée américaine C'est pas moi ! (I Didn't Do It).

## Distribution de la saison

### Acteurs principaux
- Olivia Holt (VF: Claire Tefnin) : Lindy Watson
- Austin North (VF: Gauthier de Fauconval) : Logan Watson
- Piper Curda (VF: Delphine Moriau) : Jasmine Kang
- Peyton Clark (VF: Alexandre Crepet) : Garrett Spenger

- Sarah Gilman (VF: Delphine Chauvier) : Delia Delfano

## Diffusion
- Aux États-Unis, elle a été diffusée le 21 novembre 2014 sur Disney Channel.
- En France, Suisse et en Belgique, la 2e saison a été diffusée à partir du 3 mai 2015 sur Disney Channel

## Épisodes

### Épisode 1:La pyjama partie
Titre original
Slumber partay
Numéro
2 (2-01)
Première diffusion
- États-Unis : 21 novembre 2014 sur Disney Channel
- France,  Suisse,  Belgique : 3 mai 2015 sur Disney Channel

Scénario
Tod Himmel et Josh Silverstein
Réalisation
Bruce Leddy
Résumé
Lindy invite Jasmine et Delia a une soirée pyjama qu'elle organise chez elle. Pendant ce temps, Logan et Garrett se font attaquer part un ours dans le jardin de Garrett.

### Épisode 2:Rats musqués et Moustiques
Titre original
Muskrats and Mosquitos
Numéro
2 (2-02)
Première diffusion
- États-Unis : 22 novembre 2014 sur Disney Channel
- France,  Suisse,  Belgique : 4 mai 2015 sur Disney Channel

Scénario
Tod Himmel et Josh Silverstein
Réalisation
Bruce Leddy
Résumé
Lindy entame une relation secrète avec un membre le l'équipe des Moustiques du Lycée Mikita. Mais lorsque cette relation fut dévoilée, le lycée tout entier fut au courant que Lindy était en couple avec lui et ses amis lui tournèrent le dos. Garrett se plaint de n'avoir jamais embrasser de fille sur la bouche et Delia veut l'aider en l'embrassant.

### Épisode 3:Un amour de chien
Titre original
Lindy goes to the dogs
Numéro
2 (2-03)
Première diffusion
- États-Unis : 23 novembre 2014 sur Disney Channel
- France,  Suisse,  Belgique : 5 mai 2015 sur Disney Channel

Scénario
Phil Baker
Réalisation
Jody Margolin Hahn
Résumé
Lindy participe au programme de recueil de chien mais lorsqu'on lui confie la garde d'un chiot, elle ne veut plus le laisser partir vers sa nouvelle famille. Jasmine et Delia entre en concurrence lors d'un projet de mode et Garrett obtient un emploi à la Tempête de fruit.

### Épisode 4:Le secret de Jasmine
Titre original
Logan finds out
Numéro
2 (2-04)
Première diffusion
- États-Unis : 24 novembre 2014 sur Disney Channel
- France,  Suisse,  Belgique : 6 mai 2015 sur Disney Channel

Scénario
Jim Gerkin
Réalisation
Bob Koherr
Résumé
Après s'être fait larguer par sa petite amie Logan est célibataire. Lindy, Garrett et Delia apprennent que Jasmine l'aime. Delia demande de l'aide à Lindy et Garrett pour monter sa pièce de théâtre.

### Épisode 5:Introduction à la psychologie
Titre original
Lindy and Logan's get psyched
Numéro
2 (2-05)
Première diffusion
- États-Unis : 25 novembre 2014 sur Disney Channel
- France,  Suisse,  Belgique : 7 mai 2015 sur Disney Channel

Scénario
Erika Kaestle et Patrick McCarthy
Réalisation
Bob Koherr
Résumé
Delia prend des cours de psychologie et elle aide Lindy a ne pas aider son frère qui devient de plus en plus dépendant d'elle. Pendant ce temps, Jasmine a rejoint la brigade des maths du Lycée mais son arrivée va tout bouleverser.

### Épisode 6:Dog-sitting d'après midi
Titre original
Dog date afternoon
Numéro
2 (2-06)
Première diffusion
- États-Unis : 26 novembre 2014 sur Disney Channel
- France,  Suisse,  Belgique : 8 mai 2015 sur Disney Channel

Scénario
Tom Palmer
Réalisation
Bob Koherr
Résumé
Jasmine donne des cours de yoga à la maison de retraite de Chicago. Delia tombe amoureuse de Brandon qu'elle rencontre à la Tempête de fruit, elle fait mine d'aimer les chiens et demande à Lindy son chien ''Ralph''. Mais lors d'une balade au parc, elle se trompe de chien et ne ramène pas le bon chien à la maison.

### Épisode 7:Stevie aime Lindy
Titre original
Stevie likes Lindy
Numéro
2 (2-07)
Première diffusion
- États-Unis : 27 novembre 2014 sur Disney Channel
- France,  Suisse,  Belgique : 9 mai 2015 sur Disney Channel

Scénario
Phil Baker
Réalisation
Bob Koherr
Résumé
Stevie Moops, un jeune enfant riche de Chicago, tombe amoureux de Lindy et la couvre de cadeaux afin qu'elle accepte de sortir avec lui mais lorsqu'elle refuse, Stevie va passer un accord avec Logan et Jasmine pour qu'ils fassent en sorte qu'elle sorte avec lui.

### Épisode 8:La critique gastronomique
Titre original
Food fight
Numéro
2 (2-08)
Première diffusion
- États-Unis : 28 novembre 2014 sur Disney Channel
- France,  Suisse,  Belgique : 10 mai 2015 sur Disney Channel

Scénario
Michael Fitzpatrick
Réalisation
Jody Hahn
Résumé
Lindy est officiellement nommé nouvelle critique gastronomique du Lycée mais lorsqu'elle mange avec Delia dans un restaurant mexicain familiales, la nourriture est infecte. Jasmine est accepter en tant que baby-sitter d'une fille de neuf ans.

### Épisode 9:Le bal du lycée
Titre original
Falling for who?
Numéro
2 (2-09)
Première diffusion
- États-Unis : 29 novembre 2014 sur Disney Channel
- France,  Suisse,  Belgique : 10 mai 2015 sur Disney Channel
- Royaume-Uni : 21 mai 2015 sur Disney Channel

Réalisation
Jody Hahn
Résumé
Lindy et Delia obtiennent l'organisation du bal du lycée et choisissent un thème et une décoration pour la salle de gym, elles demandent de l'aide à l'oncle de Delia mais cela ne va pas se passer comme prévu. Pendant ce temps Logan avoue lui aussi avoir des sentiments pour Jasmine mais elle a commencé à sortir avec Owen qu'elle a rencontré lors du bal.

### Épisode 10:L'anniversaire des jumeaux
Titre original
Lindy and Logan's birthday
Numéro
2 (2-010)
Première diffusion
- États-Unis : 30 novembre 2014 sur Disney Channel
- France,  Suisse,  Belgique : 11 mai 2015 sur Disney Channel

Résumé
Lindy et Logan vont célébrer leur 16e anniversaire mais une tempête de neige menace leurs projet.

### Épisode 11:Lindy l'entremetteuse
Titre original
Lindy in the middle
Numéro
2 (2-011)
Première diffusion
- États-Unis : ? sur Disney Channel
- France,  Suisse,  Belgique : 12 mai 2015 sur Disney Channel

Scénario
Erinne Dobson
Réalisation
Jonathan Rosenbaum
Résumé
Lindy joue les entremetteuse et aide Garrett à séduire une fille qu'il a rencontrée lors du cours de biologie.

### Épisode 12:Vive le cheerleading!
Titre original
Cheer up girls
Numéro
2 (2-012)
Première diffusion
- États-Unis : 1er décembre 2014 sur Disney Channel
- France,  Suisse,  Belgique : 13 mai 2015 sur Disney Channel

Scénario
Jeanette Collins et Mimi Friedman
Réalisation
Neal Israel
Résumé
Les filles apprennent que leur école refuse de créer une équipe de pom-pom girls pour les équipes sportives féminines alors elles en créent une pour le sport. Pendant ce temps, Logan se prend pour un super-héros et anime avec Garrett des fêtes anniversaire dans la ville.

### Épisode 13:Élémentaire, mon cher Watson
Titre original
Elementary, my dear Watson
Autres titres francophones
Logan mène l'enquête
Numéro
2 (2-013)
Première diffusion
- États-Unis : 2 décembre 2014 sur Disney Channel
- France : 14 mai 2015 sur Disney Channel

Scénario
Tom Palmer
Réalisation
Jean Sagal
Résumé
Lorsque la corne de brume de Betty est volée à la Tempête de fruit, Logan se porte volontaire pour résoudre se crime tout le monde est considérées comme suspect.

### Episode 14:Une journée au spa
Titre original
Lindy breaks Garett
Numéro
2 (2-014)
Première diffusion
- États-Unis : 18 décembre 2014
- France : 15 mai 2015 sur Disney Channel